# Рибакі (Любуське воєводство)
Рибакі (пол. Rybaki, нім. Schönfeld) — село в Польщі, у гміні Машево Кросненського повіту Любуського воєводства.
Населення — 445 осіб (2011).
У 1975-1998 роках село належало до Зеленогурського воєводства.

## Демографія
Демографічна структура станом на 31 березня 2011 року:
|          | Загалом | Допрацездатний вік | Працездатний вік | Постпрацездатний вік |
| -------- | ------- | ------------------ | ---------------- | -------------------- |
| Чоловіки | 214     | 53                 | 143              | 18                   |
| Жінки    | 231     | 55                 | 133              | 43                   |
| Разом    | 445     | 108                | 276              | 61                   |